# 2016년 MTV 무비 어워드
제25회 MTV 무비 & TV 어워드는 2016년 4월 10일에 열린 시상식이다.

## 수상 및 후보

### 최고의 영화상
- 스타워즈: 깨어난 포스 - J.J. 에이브럼스 수상
- 어벤져스: 에이지 오브 울트론 - 조스 웨던
- 크리드 - 라이언 쿠글러
- 데드풀 - 팀 밀러
- 쥬라기 월드 - 콜린 트레보로우
- 스트레이트 아웃 오브 컴턴 - F. 게리 그레이

### 최고의 남자배우상
- 레버넌트: 죽음에서 돌아온 자 - 레오나르도 디카프리오 수상
- 쥬라기 월드 - 크리스 프랫
- 마션 - 리들리 스콧
- 크리드 - 마이클 B. 조던
- 데드풀 - 라이언 레이놀즈
- 컨커션 - 윌 스미스

### 최고의 여자배우상
- 매드맥스: 분노의 도로 - 샤를리즈 테론 수상
- 엑스 마키나 - 알리시아 비칸데르
- 피치 퍼펙트: 언프리티 걸즈 - 안나 켄드릭
- 스타워즈: 깨어난 포스 - 데이지 리들리
- 조이 - 제니퍼 로렌스
- 데드풀 - 팀 밀러

### 주목할만한 배우상
- 스타워즈: 깨어난 포스 - 데이지 리들리 수상
- 나를 미치게 하는 여자 - 에이미 슈머
- 룸 - 레니 에이브러햄슨
- 그레이의 50가지 그림자 - 다코타 존슨
- 스타워즈: 깨어난 포스 - 존 보예가
- 스트레이트 아웃 오브 컴턴 - F. 게리 그레이

### 최고의 키스상
- 피치 퍼펙트: 언프리티 걸즈 - 레벨 윌슨 & 아담 드바인 수상
- 나를 미치게 하는 여자 - 에이미 슈머 & 빌 헤이더
- 그레이의 50가지 그림자 - 제이미 도넌 & 다코타 존슨
- 베케이션 - 레슬리 만 & 크리스 헴스워스
- 포커스 - 마고 로비 & 윌 스미스
- 데드풀 - 라이언 레이놀즈 & 모레나 바카린

### 최고의 싸움상
- 데드풀 - 라이언 레이놀즈 & 에드 스크레인 수상
- 레버넌트: 죽음에서 돌아온 자 - 레오나르도 디카프리오 & 곰
- 매드맥스: 분노의 도로 - 샤를리즈 테론 & 톰 하디
- 어벤져스: 에이지 오브 울트론 - 로버트 다우니 주니어 & 마크 러팔로
- 스타워즈: 깨어난 포스 - 데이지 리들리 & 아담 드라이버
- 스파이 - 멜리사 맥카시 & 나기스 파크리

### 최고의 악당상
- 스타워즈: 깨어난 포스 - 아담 드라이버 수상
- 데드풀 - 에드 스크레인
- 매드맥스: 분노의 도로 - 휴 키스-번
- 어벤져스: 에이지 오브 울트론 - 제임스 스페이더
- 킹스맨 : 시크릿 에이전트 - 사무엘 L. 잭슨
- 레버넌트: 죽음에서 돌아온 자 - 톰 하디

### 최고의 코믹연기상
- 데드풀 - 라이언 레이놀즈 수상
- 나를 미치게 하는 여자 - 에이미 슈머
- 라이드 어롱 2 - 케빈 하트
- 스파이 - 멜리사 맥카시
- 피치 퍼펙트: 언프리티 걸즈 - 레벨 윌슨
- 겟 하드 - 윌 페렐

### 최고의 액션연기상
- 쥬라기 월드 - 크리스 프랫 수상
- 샌 안드레아스 - 드웨인 존슨
- 헝거게임 : 더 파이널 - 제니퍼 로렌스
- 스타워즈: 깨어난 포스 - 존 보예가
- 데드풀 - 라이언 레이놀즈
- 분노의 질주: 더 세븐 - 빈 디젤

### 최고의 영웅상
- 헝거게임 : 더 파이널 - 제니퍼 로렌스 수상
- 매드맥스: 분노의 도로 - 샤를리즈 테론
- 어벤져스: 에이지 오브 울트론 - 크리스 에반스
- 스타워즈: 깨어난 포스 - 데이지 리들리90596
- 샌 안드레아스 - 드웨인 존슨
- 앤트맨 - 폴 러드

### 최고의 버츄얼 퍼포먼스
- 인사이드 아웃 - 에이미 포엘러 수상
- 스타워즈: 깨어난 포스 - 앤디 서키스
- 쿵푸팬더3 - 잭 블랙
- 어벤져스: 에이지 오브 울트론 - 제임스 스페이더
- 스타워즈: 깨어난 포스 - 루피타 뇽
- 19곰 테드 2 - 세스 맥팔레인

### 최고의 다큐멘터리
- 에이미 - 아시프 카파디아 수상
- 카르텔 랜드 - 매튜 하이네만
- 말랄라 - 데이비스 구겐하임
- 더 헌팅 그라운드 - 커비 딕
- 더 울프팩 - 크리스탈 모셀
- 왓 해픈드, 미스 시몬? - 리즈 가버스

### MTV 제너레이션상
- 윌 스미스 수상
- 앙상블 캐스트
- 피치 퍼펙트: 언프리티 걸즈 수상
- 어벤져스: 에이지 오브 울트론
- 분노의 질주: 더 세븐
- 스타워즈: 깨어난 포스
- 헝거게임 : 더 파이널
- 나를 미치게 하는 여자

### 코믹 천재상
- 멜리사 맥카시 수상

### 트루 스토리
- 스트레이트 아웃 오브 컴턴 - F. 게리 그레이 수상
- 컨커션 - 피터 랜즈먼
- 조이 - 데이빗 O. 러셀
- 스티브 잡스 - 대니 보일
- 빅쇼트 - 아담 맥케이
- 레버넌트: 죽음에서 돌아온 자 - 알레한드로 곤잘레스 이냐리투